# Школа (в науке и искусстве)
Шко́ла — социальное явление, реализованное в форме организованной группы участников, сторонников определённой культурной, национальной, региональной традиции, учеников и последователей известного мастера либо института с определённой образовательной системой, идеологией, программой и предприятиями, развивающимися согласно принятому уставу, правилам и внутреннему распорядку. Понятие школы в науке и искусстве многозначно и не укладывается в одну исчерпывающую формулировку. Поэтому в большинстве словарных и даже энциклопедических определений обычно смешиваются понятия разного содержательного уровня и организационных структур: идеологическое направление, художественное течение, организационная группа (например выставочная группа или временное объединение), «круг мастера», мастерская, артель и т. д. Например: «В анализе развития наук, литературы, искусства и др. областей интеллектуального творчества — систематизирующая категория, обозначающая отдельные направления развития, представленные группами учёных, художников и т. п., взаимно близких по творческим принципам». Или: «Направление в науке, литературе, искусстве, связанное единством основных взглядов, общностью или преемственностью принципов и методов».

## В сфере искусства
Одним из первых историков искусства, попытавшихся отделить понятие школы от других искусствоведческих категорий был итальянский коллекционер живописи Дж. Манчини в сочинении «Рассуждения о живописи» (Le Considerazioni sulla pittura, 1617—1621). В 1672 году Дж. П. Беллори, живописец и теоретик искусства классицизма, в книге «Жизнеописания современных живописцев, скульпторов и архитекторов» (1672) придал понятиям «стиль» и «школа» качества эстетических категорий.
В современном понимании определение «художественная школа» имеет многоуровневую внутреннюю структуру. В школы художников объединяют по нескольким критериям:
- общности технических приемов обработки материала (ремесленные цехи, строительные артели и мастерские);
- близости манеры и техники к выдающемуся мастеру и работе его мастерской (понятия «мастерская», «круг мастера»);
- этнического или национального признака;
- географических границ (региональная школа);
- связи с каким-либо учебным центром (академическая школа).

В истории классического изобразительного искусства многоуровневость понятия школа позволяет говорить об итальянской, французской или английской школах живописи, одновременно имея ввиду венецианскую, флорентийскую, ломбардскую, авиньонскую, провансальскую, парижскую или виндзорскую школы. В истории древнерусского искусства известны киевская, или приднепровская, владимиро-суздальская, новгородская, московская школы архитектуры и соответствующие им школы иконописи и фрески.
Вместе с тем границы этих понятий относительны и условны. Так, определение «северные письма» (иконопись Северо-Западной Руси) не имеет четких географических границ. Французские живописцы «барбизонцы» объединяются в школу, но не все из них трудились в Барбизоне. Иногда к топографическому критерию добавляют хронологические рамки, но это оказывается справедливым лишь в отношении некоторых видов искусства и особенностей местных школ. Чаще приходится говорить о местных историко-культурных традициях, чем о сложившейся школе искусства. Аналогично феномену стиля художественная школа — это форма полного осуществления историко-территориальной культурной общности, но в отличие от понятия художественного стиля она отражает преимущественно местную специфику художественных процессов. Школы консервативны, стили перспективны. В целом в понятии «школа» более выражен топографический, чем хронологический критерий. Тем не менее целостность хронотопа («места-времени») сохраняется.
Исходя из этого, можно выделить следующие критерии исторического самоопределения художественных школ:
1. Топографический. Обозначает границы местности, обладающей относительной этнической, политической и культурной самостоятельностью и тяготеющей к собственному центру (центростремительные тенденции историко-художественного процесса).
2. Хронологический. Местная школа представляет собой замкнутую исторически-развивающуюся систему и проходит в этом развитии, аналогично стилю, определенные стадии (становление, расцвет, упадок).
3. Моральный. Мастера той или иной школы в своем творчестве тяготеют к ее центру— авторитету и опыту ведущего мастера, стабильности организации, высокому техническому уровню работы, налаженному быту, заработку, устойчивым условиям заказа и востребованности их труда.
4. Стилевой.

Мастеров определенной школы объединяют традиция в сочетании с особенными новациями, идеология, устойчивая иконография, методика и техника работы, сложившаяся на протяжении длительного времени.
Здесь школы — это группы учеников и/или последователей художника (скульптора, архитектора), чьи работы демонстрируют близость творческих принципов и художественной манеры. Мастерские творцов, в которых последние выступали (активно или пассивно — позволяя наблюдать за процессом) как учителя своих будущих последователей (ср.: Перипатетики
), иногда были одновременно и школой-как-помещением.
В академическом смысле школа — социальное явление, реализованное в форме института с определенной образовательной системой, идеологией, программой, организацией и предприятиями, развивающимися согласно принятому уставу, правилам и внутреннему распорядку. Школы имеют собственные традиции, но эволюционируют вместе с обществом, что отражается в проведении периодических выставок, защищаемых квалификационных работах и научных публикациях.
Многие школы в искусстве носят имена таких мастеров-индивидуалов: школа Праксителя, школа Рубенса и т. п. В периоды бурного развития искусств, например в эпоху Возрождения, вступает в силу и фактор «моды». Тогда общность художественной манеры многих одновременно живущих и творящих мастеров (обладающих и «именем», и собственными «школами» в смысле мастерских, и группами учеников-последователей) обусловливается и требованиями эстетических вкусов потребителей-заказчиков.

## В академических науках
В числе известнейших школ философской мысли древности — аристотелевские перипатетики: от названий и самого помещения (гимнасий), и расположенного поодаль храма Аполлона Ликейского (Ликей, др.-греч. Λύκειον впоследствии образовались имена отдельных видов учебных заведений.
Книгопечатание создало важную техническую предпосылку возникновения школ учёной мысли, охватывающих сразу несколько географических центров, облегчило процесс обучения и распространения идей разных школ. Каждая из них обрела действенный инструмент их пропаганды — периодически выходящие сборники, журналы, бюллетени и прочую научную периодику. Собственный печатный орган — существенный признак, позволяющий констатировать наличие соответствующей школы научной мысли как состоявшийся факт истории науки, а также облегчить поиск научных результатов её деятельности.
В наши дни школой-помещением часто являются университеты. Их структурообразующие единицы, кафедры — аналоги творческим мастерским, а возглавляющие их учёные (обычно профессора) — самим мастерам, «первым лицам» школ, нередко усваивающих впоследствии их прославленные имена. Не менее крупные по научному значению школы возникают в разных странах и вокруг академических исследовательских центров, научно-исследовательских институтов.

## Школы в искусстве
См. также Категория:Художественные направления.

### Живопись
| Авиньонская школа Киммерийская школа живописи Авиньонская школа Киммерийская школа живописи Барбизонская школа Болонская школа живописи Пизанская (луккано-пизанская) школа живописи | Венецианская школа живописи Сиенская школа живописи Гаагская школа живописи Феррарская школа живописи Дунайская школа живописи Флорентийская школа живописи Парижская школа |

(см. также Категория:Живописные школы)

### Архитектура
- Арранская архитектурная школа
- Нахичеванская архитектурная школа
- Чикагская архитектурная школа

### Театр
- Школа Станиславского

### Музыка
- Нововенская школа

## Школы в науке

### Философия
- Атеизм
- Вольфианство
- Мегарская школа
- Философия XIX века
- Сократические школы

### Естественные науки
- Докучаевская школа почвоведения

### Лингвистика
(см. также Категория:Школы и направления в лингвистике)
- Женевская лингвистическая школа
- Ленинградская грамматическая школа
- Ленинградская (Петербургская) типологическая школа
- Московская фонологическая школа
- Московско-тартуская семиотическая школа

### Общественные (гуманитарные) науки
- Австрийская школа
- Институционализм
- Кейнсианство
- Новая институциональная экономика
- Лозаннская школа маржинализма
- Классическая политэкономия
- Классическая школа уголовного права
- Калифорнийская школа экономической истории

(см. также Категория:Экономические учения, направления и школы)

### Психология
См. Категория:Школы психологии
- Харьковская психологическая школа